# 구니후사촌
구니후사촌(国英村)은 일본 돗토리현 야즈군에 설치되었던 촌이다. 현재의 돗토리시의 일부에 해당한다.

## 역사
- 1889년 10월 1일 - 정촌제 시행에 의해 야카미군 구니후사촌이 성립하였다.
- 1896년 4월 1일 - 핫토군, 지즈군, 야카미군이 합병해 야즈군이 성립하여, 야즈군 구니후사촌이 되었다.
- 1954년 3월 28일 - 가와하라정 (초대), 사누키촌·야카미촌·사이고촌과 합병해 새로운 가와하라정이 성립하여, 동일 구니후사촌은 폐지되었다.

## 교통

### 철도
- 일본국유철도
  - 인비선